# Oreské (Skalica)
Oreské (ungarisch Kisdiós – bis 1907 Oreszkó) ist eine Gemeinde im Westen der Slowakei mit 387 Einwohnern (Stand 31. Dezember 2024), die zum Okres Skalica, einem Kreis des Trnavský kraj, gehört und in der traditionellen Landschaft Záhorie liegt.

## Geographie

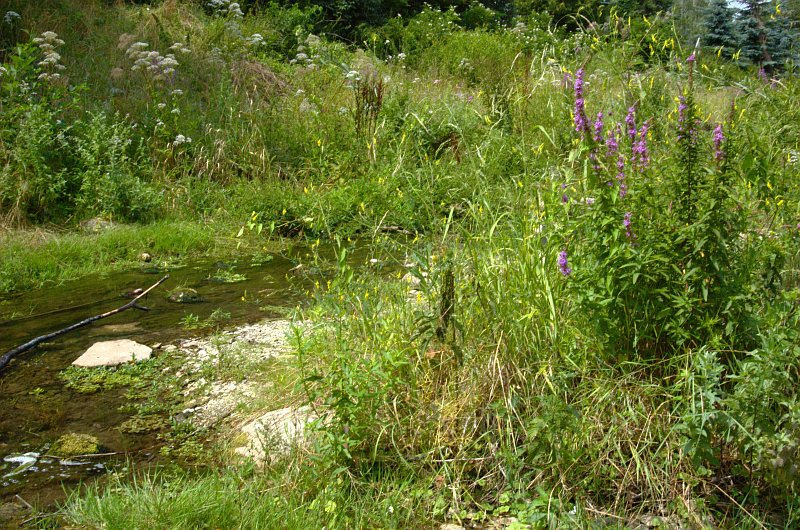
Die Chvojnica bei Oreské

Die Gemeinde befindet sich inmitten des Hügellands Chvojnická pahorkatina am linken Ufer des Flüsschens Chvojnica. Das Gemeindegebiet ist leicht hügelig und hat sowohl Au- und Braunböden als auch braune Waldböden; südlich von Oreské wächst Robinienwald. Der höchste Punkt ist der Holý vrch mit 371 m n.m. Das Ortszentrum liegt auf einer Höhe von 245 m n.m. und ist 10 Kilometer von Senica sowie 14 Kilometer von Skalica entfernt.
Nachbargemeinden sind Radošovce im Westen und Norden, Lopašov im Nordosten, Častkov im Osten, Rohov und Rybky im Südosten sowie Smrdáky im Süden.

## Geschichte

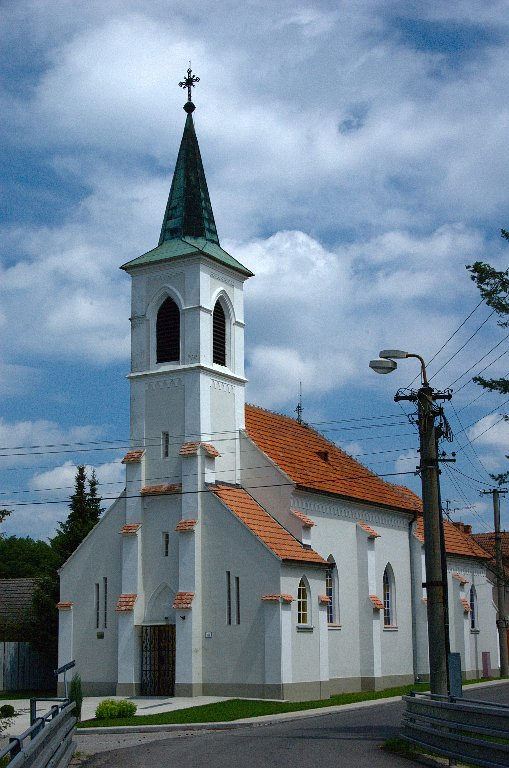
Kirche in Oreské

Oreské wurde zum ersten Mal 1392 als Dyos schriftlich erwähnt und gehörte zum Herrschaftsgut von Holitsch. 1452 hatte die Ortschaft vier Porta. Von 1749 bis 1918 waren die Habsburger Gutsbesitzer. Haupteinnahmequellen der Einwohner waren Landwirtschaft und Obstbau.
Bis 1918 gehörte der im Komitat Neutra liegende Ort zum Königreich Ungarn und kam danach zur Tschechoslowakei beziehungsweise heute Slowakei.

## Bevölkerung
| Jahr                | 1994 | 2004    | 2014    | 2024    |
| ------------------- | ---- | ------- | ------- | ------- |
| Anzahl der Personen | 334  | 348     | 379     | 387     |
| Unterschied         |      | +4,19 % | +8,90 % | +2,11 % |

| Jahr                | 2023 | 2024    |
| ------------------- | ---- | ------- |
| Anzahl der Personen | 393  | 387     |
| Unterschied         |      | −1,52 % |

Nach der Volkszählung 2011 wohnten in Oreské 358 Einwohner, davon 350 Slowaken und 5 Tschechen. 3 Einwohner machten diesbezüglich keine Angabe. 339 Einwohner bekannten sich zur römisch-katholischen Kirche und 1 Einwohner zur reformierten Kirche. 8 Einwohner waren konfessionslos und bei 10 Einwohnern wurde die Konfession nicht ermittelt.

## Bauwerke
- römisch-katholische Kirche Maria von Rosenkranz, 2000 erweitert aus der ursprünglichen Kapelle aus dem Jahr 1813